# Luis María Delgado Cebrián de Lara
Luis María Delgado Cebrián de Lara (Madrid, 12 de setembre de 1926 - Celorio, Astúries, 11 de juliol de 2007) va ser un guionista i director de cinema espanyol.

## Biografia
Fill del director de cinema Fernando Delgado de Lara i net de l'escriptor Sinesio Delgado. Va iniciar estudis de Filosofia i Lletres que no va arribar a acabar perquè va preferir dedicar-se al cinema, la seva gran passió. Va començar en la dècada de 1940 com a ajudant de direcció en pel·lícules com Fuenteovejuna (1947), de Antonio Fernández-Román o Aventuras de Don Juan de Mairena (1948), de José Buchs. En 1951 dirigeix la seva primera pel·lícula, titulada El deseo y el amor (1951), junt a Henri Decoin. Tres anys més tard compartí direcció amb Fernando Fernán Gómez a Manicomio.
De la seva filmografia com a director, cal destacar Secuestro en la ciudad (1964), amb Agustín González, Diferente (1965), amb Alfredo Alaria, que malgrat la rígida censura de l'època va abordar per primera vegada al cinema espanyol la qüestió de la homosexualitat. En títols posteriors, es va posar al servei del cinema més comercial, amb exponents com Mónica non stop (1967), amb Tip y Coll, Mi marido y sus complejos (1969) amb Gracita Morales i José Luis López Vázquez, Guapo heredero busca esposa (1972), amb Alfredo Landa, Cuando Conchita se escapa, no hay tocata (1976), amb Bárbara Rey, Pepito Piscinas (1978), amb Fernando Esteso, El alcalde y la política (1980), de nou amb Landa, La tía de Carlos (1982), amb Paco Martínez Soria, Loca por el circo (1982), amb Teresa Rabal, Chispita y sus gorilas (1982), amb Miguel Joven i Miguel Ángel Valero o Cuando Almanzor perdió el tambor (1984), amb Antonio Ozores.
En la seva última etapa va produir alguns dels majors èxits de José Luis Garci, com El abuelo (1998), You're the one (una historia de entonces) (2000), Historia de un beso (2002) i Tiovivo c. 1950 (2004).